# Napuljska ciklama
Napuljska ciklama (napuljska skrižalina, miholjica, lat. Cyclamen hederifolium) je vrsta biljke iz roda ciklama. 

## Rasprostranjenost i stanište
Nastanjena je u šumovitim, grmovitim i stjenovitim područjima u Mediteranskoj regiji na nadmorskoj visini do 1300 metara. Nastanjuje jugoistočnu Francusku Italiju, Korziku, Sardiniju, Siciliju, Hrvatsku, BiH, Srbiju, Albaniju, Bugarsku, Grčku i zapadnu Tursku. 

## Opis
Napuljska ciklama obično naraste 15-20 centimetara. Listovi su joj različitog oblika i boje, pomalo podsjećaju na mlade listove bršljana. Cvjetovi rastu od kasnog ljeta do jeseni, te imaju pet latica. Dugi su 2-3 centimetra, boja im je ružičasta, ljubičasta ili bijela. Na dnu svake latice nalazi se jedan tamnoružičasto obojen dio u obliku slova V, ali nekad postoje i potpuno bijelo obojeni cvjetovi.

## Vanjske poveznice
- Galerija fotografija napuljske ciklame

Ostali projekti
|  | Zajednički poslužitelj ima još gradiva o temi Napuljska ciklama |
|  | Wikivrste imaju podatke o taksonu Napuljska ciklama             |